# Ассоциация художников Красной Украины
Ассоциа́ция худо́жников Кра́сной Украи́ны (АХКУ) — творческая группа художников УССР, основанная в 1926 году в Киеве на базе общей идеи социалистического реализма.

## Общие сведения
Инициативная группа по созданию Ассоциации художников Красной Украины возникла 1923 году в Киеве. В известном смысле, образцом действий послужило создание за год до этого в Москве Ассоциации художников революционной России (АХРР).
Официальное утверждение устава АХКУ состоялось в августе 1926 года. Основной целью ассоциации провозглашалось объединение художников для активного участия в социалистическом строительстве на основе «реалистического» воспроизведения революционной действительности, творческого освоения прогрессивных традиций отечественного искусства и, прежде всего, художников-передвижников.

## Деятельность ассоциации
За годы существования было проведено два всеукраинских съезда АХКУ, в 1928 и 1930 годах, и значительное число выставок, в частности, в Киеве (1925, 1926), в Полтаве (1927, 1928), в Чернигове (1928—1929).
Члены АХКУ с успехом работали в различных направлениях живописи. Например:
- в историческом — Фёдор Кричевский, Иван Ижакевич, Григорий Светлицкий, Пётр Васильев, Иван Шульга.
- в портретном — Михаил Козык, Пётр Киричко.
- в пейзажном — Всеволод Аверин, Павел Горобец.
- в жанровом — Абрам Черкасский, Карп Трохименко, Иван Хворостецкий, Соломон Розенбаум.
- в авангардном — Ефим Спиридонович Михайлов[укр.] и Михаил Иванович Жук[укр.].

Также, АХКУ имела собственное издательство с плакатной мастерской при нём (1929—1932), материалы которого позже унаследовало издательство «Искусство».

## Завершение деятельности
В 1929 году киевская группа членов ассоциации вышла из состава АХКУ и основала Украинское художественное объединение. А в 1931 году АХКУ совместно с Ассоциацией революционного искусства Украины вошло во Всеукраинскую ассоциацию пролетарских художников.